# Новий Оскол
Но́вий Оскол (або Новий Оскіл, рос. Новый Оскол) — місто в Росії, центр Новооскольського району Бєлгородської області.

## Географія
Місто розташоване на лівому березі річки Оскіл, лівій притоці річки Сіверський Донець.

## Історія
Новий Оскол заснований в 1637 році як острог. В 1647 році став містом Царев-Алексєєв, з 1655 року — Новий Оскол. З 1708 року в складі Бєлгородської провінції Київської губернії, з 1779 року повітове місто Курського намісництва, з 1797 року — Курської губернії.Після підписання Берестейського миру, з квітня 1918 по січень 1919 років Новий Оскіл був складовою частиною Української Держави гетьмана П. П. Скоропадського. 30 липня 1928 року увійшов до складу новоствореної Центрально-Чорноземної області як центр Новооскольського району. З 1934 року — в складі Курської області. 6 січня 1954 року перейшов до складу новоствореної Бєлгородської області.

## Населення
- 1840 — 1 343 особи
- 1850 — 1 521 особа
- 1897 — 2 996 осіб
- 1939 — 5,4 тис. осіб
- 1959 — 12,9 тис. осіб
- 1970 — 15,8 тис. осіб
- 1989 — 20,1 тис. осіб
- 2002 — 20 892 особи (згідно з переписом)

- 2008 — 20 198 осіб

### Етнічний склад
У 1850 р.в Новооскольському повіті мешкало 60 044 або 58,9 % українців і 41 888 або 41,1 % росіян.
У 1850 р. в місті мешкало 969 або 63,7 % росіян і 552 або 36,3 % українців
У 1897 р. в місті мешкало 2709 або 90,4 % росіян і 254 або 8,5 % українців

## Економіка

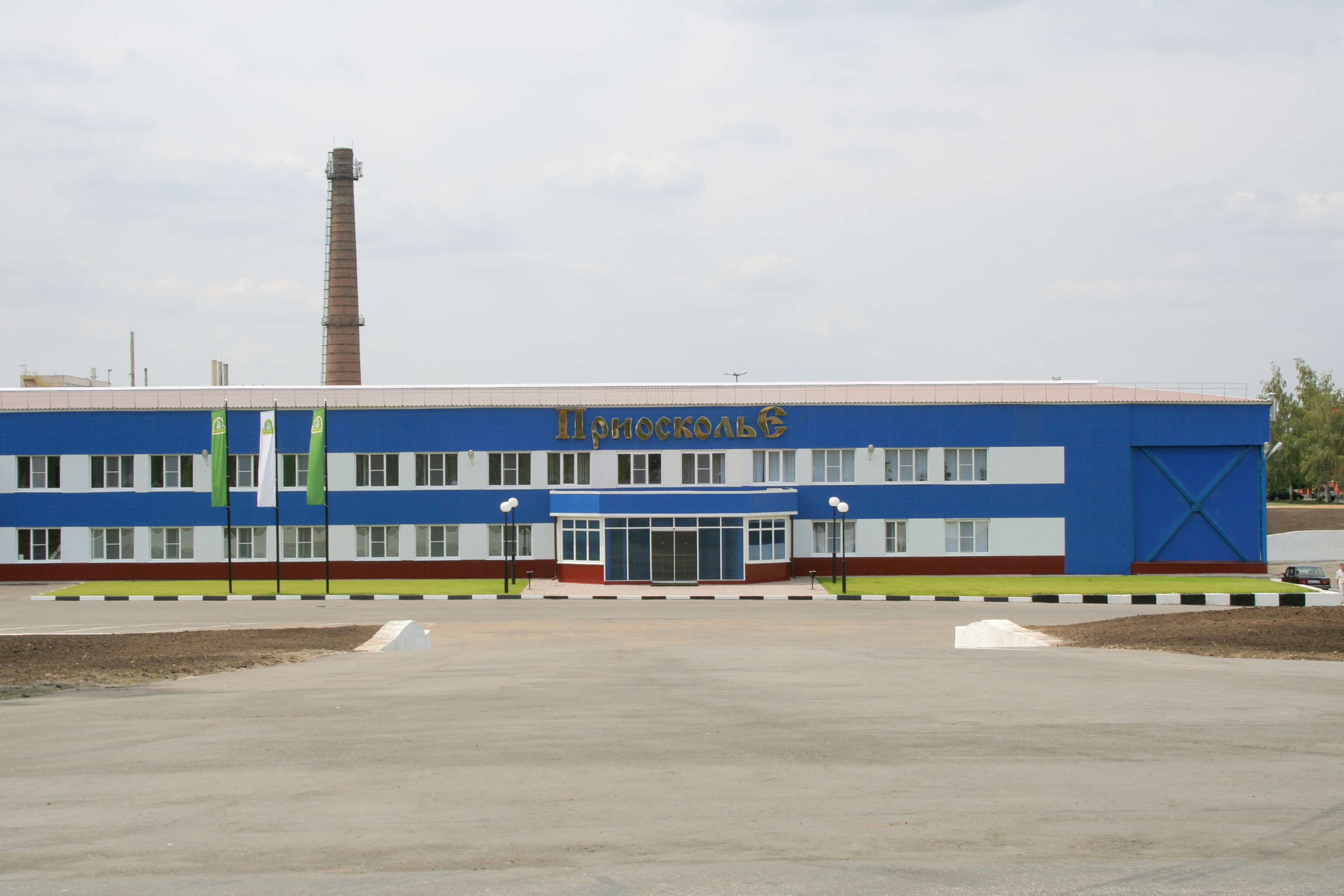
Птахофабрика «Приоскольє»

В місті працюють заводи консервний, маслоробний, залізобетонних виробів, цегляний; м'ясокомбінат, птахофабрика.